# Tone Marolt
Tone Marolt, slovenski agronom, * 1. marec 1914, Dolenje Poljane, † 24. februar 1980, Ljubljana.
Marolt je leta 1939 diplomiral na Kmetijsko-gozdarski fakulteti v Zagrebu. Po končanem študiju se je zaposlil pri Kmetijskem znanstvenem zavodu Slovenije, poznejšem Kmetijskem inštitutu Slovenije, nato je od 1960 do 1963 predaval na Fakulteti za agronomijo, gozdarstvo in veterinarstvo v Ljubljani oziroma na BF v Ljubljani ter bil svetovalec za mehanizacijo v kmetijskem ministrstvu alžirske vlade in instruktor severnoafriškega centra FAO za kmetijske stroje v Tunisu (1963–1965). Po vrnitvi 1965 je do 1980 delal v podjetju Agrostroj v Ljubljani. Objavil je 17 strokovnih ter 12 samostojnih del o kmetijski mehanizaciji..